# Kunaszak
Kunaszak (ros. Кунашак) – wieś (sieło) w Rosji, w obwodzie czelabińskim, ośrodek administracyjny rejonu kunaszackiego. W 2010 liczyła 6296 mieszkańców.